# Rougegorge équatorial
Sheppardia aequatorialis
Espèce
Statut de conservation UICN

 LC  : Préoccupation mineure
Le Rougegorge équatorial (Sheppardia aequatorialis) est une espèce de passereaux de la famille des Muscicapidae.

## Répartition et sous-espèces
- S. a. acholiensis Macdonald, 1940 : au Soudan du Sud (monts Imatong) ;
- S. a. aequatorialis (Jackson, 1906) : à l'est de la RDC, au sud de l'Ouganda, au Rwanda, Burundi et à l'ouest du Kenya.